# Мясорубка (рассказ)
«Мясорубка» (англ. The Mangler) — рассказ в жанре хоррор американского писателя Стивена Кинга, написанный в декабре 1972 года. В 1978 году рассказ вошёл в авторский сборник «Ночная смена». Другие названия: «Мэнглер», «Давилка», «Каток», «Чёртова машина». Рассказ экранизирован в 1995 году под названием «Давилка», режиссёр Тоуб Хупер.

## Сюжет
Офицер полиции Хантон расследует обстоятельства ужасного смертельного случая — в прачечной, одна из работниц, Адель Фроули, попала под полуавтомат для скоростного глажения и сушки. Эту злосчастную машину давно окрестили «мясорубкой». Спустя пару дней в прачечной происходит еще один несчастный случай — несколько женщин получили ожоги 2 степени. Офицер Хантон начинает подозревать, что с машиной не всё в порядке. Также Хантон узнает от своего знакомого Роджера Мартина о похожей истории с холодильником, который сам собой закрывался, и что в нем задыхались мелкие звери и в том числе один ребенок. Хантон вместе со своим другом, преподавателем литературы Марком Джексоном, приходят к версии, в которую они сами едва готовы поверить: Машина одержима демоном. Сопоставляя компоненты которые могли его вызвать — белладонна, также известная как «Рука славы» (в машину вместе с Адель Фроули попали и таблетки, которые она употребляла, в их состав входят эти растения), и кровь девственницы (по рассказам пострадавших странности начали происходить когда новая работница 16-летняя Шерри порезала руку о станок машины). Также происходит ещё один несчастный случай — ночью, перед закрытием прачечной, прораб Стэннер лишается руки, которая угодила под «мясорубку». Хантон и Джексон решают провести экзорцизм. Ночью они пробираются в прачечную и начинают читать Библию, чтобы изгнать демона, но внезапно машина начинает деформироваться и оживает. Она убивает Джексона и начинает преследовать Хантона. Офицер добирается до жилых домов к своему другу Мартину, просит его позвонить в полицию и теряет сознание. Мартин, вызвав полицию, начинает слышать нарастающие звуки приближающейся к дому «мясорубки»…

## Переводы на русский, другие названия
- С. Мануков — «Мэнглер»
- В. Эрлихман — «Давилка»
- О. Гез — «Каток»
- М. Опалева — «Чёртова машина»
- Н. Рейн — «Мясорубка»[1][2]

## Произведение вошло в
- Сборник «Ночная смена» (1978)
- Сборник «Стивен Кинг идёт в кино» (2009)[2]
- Антологию «Dark Voices: The Best from the Pan Book of Horror Stories» (1990)
- Антологию «Комната в башне» (1993)
- Произведение «Тёмные аллеи»[1]

## Экранизация
В 1995 году рассказ экранизирован под названием «Давилка», режиссёр Тоуб Хупер; США, Австралия, ЮАР. В 2001 и 2005 годах вышли продолжения фильма под названиями «Компьютерный убийца» и «Давилка 3: Возрождение» соответственно.